# Distribució normal multivariable
En teoria de probabilitat i estadística, la distribució normal multivariable o multidimensional o distribució gaussiana multivariable o multidimensional és una generalització de la distribució normal unidimensional (univariable) en dimensions superiors. Una definició possible és que un vector aleatori té distribució normal d-variable si totes les combinacions lineals de les seves components segueixen una distribució normal univariable. La seva importància es deriva principalment del teorema del límit central multivariable i les seves aplicacions, tant en Teoria de la probabilitat com en Estadística multivariant. La distribució normal multivariable s'utilitza sovint per descriure, almenys aproximadament, qualsevol conjunt de variables aleatòries reals (possiblement) correlacionades cadascuna de les quals es concentra al voltant d'un valor mitjà.
Les referències bàsiques d'aquest article són Tong i Bryc per a la part probabilistica, i Anderson i Seber per a les aplicacions estadístiques.

## Vector aleatori normal amb funció de densitat
Notacions. Seguint les convencions de l'àlgebra lineal, escriurem tots els vectors en columna i identificarem {\displaystyle \mathbb {R} ^{d}} amb el conjunt de vectors reals {\displaystyle d}-dimensionals. Denotarem per {\displaystyle {\boldsymbol {U}}'} la transposada de la matriu o del vector {\displaystyle {\boldsymbol {U}}}.
Començarem pel cas més senzill i habitual en què el vector aleatori normal té densitat, també anomenat vector aleatori normal no singular o no degenerat. Més endavant veurem el cas general.
Definició. Un vector aleatori {\displaystyle {\boldsymbol {X}}=(X_{1},\dots ,X_{d})'} es diu que és normal (no singular) o que té distribució normal multidimensional o multivariable (no singular) si té funció de densitat
| {\displaystyle f({\boldsymbol {x}})={\frac {1}{(2\pi )^{d/2}({\text{det}}\ {\boldsymbol {\Sigma }})^{1/2}}}\,e^{-{\tfrac {1}{2}}({\boldsymbol {x}}-{\boldsymbol {\mu }})'{\boldsymbol {\Sigma }}^{-1}({\boldsymbol {x}}-{\boldsymbol {\mu }})},\quad {\boldsymbol {x}}=(x_{1},\dots ,x_{d})'\in \mathbb {R} ^{d},\quad \quad \quad (1)} |

on {\displaystyle {\boldsymbol {\mu }}=(\mu _{1},\dots ,\mu _{d})'\in \mathbb {R} ^{d}}, {\displaystyle {\boldsymbol {\Sigma }}} és una matriu (real) {\displaystyle d\times d} definida positiva i {\displaystyle {\text{det}}\ {\boldsymbol {\Sigma }}>0} és el seu determinant. S'escriu {\displaystyle {\boldsymbol {X}}\sim {\mathcal {N}}({\boldsymbol {\mu }},{\boldsymbol {\Sigma }})}, o bé {\displaystyle {\boldsymbol {X}}\sim {\mathcal {N}}_{d}({\boldsymbol {\mu }},{\boldsymbol {\Sigma }})} si es vol remarcar la dimensió del vector; en aquest article utilitzarem aquesta segona notació. Quan {\displaystyle d=1}, es tracta d'una variable aleatòria normal amb mitjana {\displaystyle \mu } i variància {\displaystyle \sigma ^{2}={\boldsymbol {\Sigma }}}, i s'escriu {\displaystyle {\mathcal {N}}(\mu ,\sigma ^{2})} en lloc de {\displaystyle {\mathcal {N}}_{1}(\mu ,\sigma ^{2})}.
Com demostrarem més endavant, el vector {\displaystyle {\boldsymbol {\mu }}} és el vector d'esperances de {\displaystyle {\boldsymbol {X}}} i {\displaystyle {\boldsymbol {\Sigma }}} la seva matriu de variàncies-covariàncies:
{\displaystyle {\boldsymbol {\mu }}=E[{\boldsymbol {X}}]={\big (}E[X_{1}],\dots ,E[X_{d}]{\big )}'\quad {\text{i}}\quad {\boldsymbol {\Sigma }}={\big (}\sigma _{ij}{\big )}_{i,j=1\dots ,d}={\big (}{\text{Cov}}(X_{i},X_{j}){\big )}_{i,j=1\dots ,d}.}

Exemple. Vector aleatori normal estàndard. Siguin {\displaystyle Z_{1},\dots ,Z_{n}} variables aleatòries independents, totes amb distribució normal estàndard {\displaystyle {\mathcal {N}}(0,1)}. Considerem el vector aleatori {\displaystyle {\boldsymbol {Z}}=(Z_{1},\dots ,Z_{d})'}. Atès que les variables són independents, la funció de densitat del vector serà el producte de les funcions de densitat de les components: Per a {\displaystyle {\boldsymbol {x}}=(x_{1},\dots ,x_{d})'\in \mathbb {R} ^{d}}
{\displaystyle f_{\boldsymbol {Z}}({\boldsymbol {x}})=f_{Z_{1}}(x_{1})\cdots f_{Z_{d}}(x_{d})={\frac {1}{\sqrt {2\pi }}}e^{-x_{1}^{2}/2}\cdots {\frac {1}{\sqrt {2\pi }}}e^{-x_{d}^{2}/2}={\frac {1}{(2\pi )^{d/2}}}\,{\text{exp}}{\Big \{}-{\frac {1}{2}}\sum _{j=1}^{d}x_{j}^{2}{\Big \}}={\frac {1}{(2\pi )^{d/2}}}\,e^{-{\boldsymbol {x}}'{\boldsymbol {x}}/2}.}
Així, 
| {\displaystyle f_{\boldsymbol {Z}}({\boldsymbol {x}})={\frac {1}{(2\pi )^{d/2}}}\,e^{-{\boldsymbol {x}}'{\boldsymbol {x}}/2}.\qquad \qquad (2)} |

Per tant, {\displaystyle {\boldsymbol {Z}}} és un vector aleatori normal, amb {\displaystyle {\boldsymbol {\mu }}={\boldsymbol {0}}=(0,\dots ,0)^{\prime }} i {\displaystyle {\boldsymbol {\Sigma }}={\boldsymbol {I}}_{d}} (matriu identitat). Així, {\displaystyle {\boldsymbol {Z}}\sim {\mathcal {N}}_{d}({\boldsymbol {0}},{\boldsymbol {I}}_{d})}. Noteu que aquests valors de {\displaystyle {\boldsymbol {\mu }}} i {\displaystyle {\boldsymbol {\Sigma }}} són coherents amb el fet que {\displaystyle E[Z_{i}]=0} i {\displaystyle {\text{Var}}(Z_{i})=1}, {\displaystyle i=1,\dots ,d}, i {\displaystyle {\text{Cov}}(Z_{i},Z_{j})=0,\ i\neq j} .
Per posterior us, comentem que la funció característica de {\displaystyle {\boldsymbol {Z}}} és el producte de les funcions característiques de les components i val 
| {\displaystyle \varphi _{\boldsymbol {Z}}({\boldsymbol {t}})=E[e^{i{\boldsymbol {t}}'{\boldsymbol {Z}}}]=e^{-{\boldsymbol {t}}'{\boldsymbol {\boldsymbol {t}}}/2},\quad {\boldsymbol {t}}\in \mathbb {R} ^{d}.\qquad (3)} |

El·lipsoides d'equidensitat. La funció de densitat (1) és constant sobre els el·lipsoides {\displaystyle d}-dimensionals de la forma
{\displaystyle ({\boldsymbol {x}}-{\boldsymbol {\mu }})'{\boldsymbol {\Sigma }}^{-1}({\boldsymbol {x}}-{\boldsymbol {\mu }})=c^{2},}
per a qualsevol {\displaystyle c\in \mathbb {R} }. És diu que és una distribució amb simetria el·líptica . Quan {\displaystyle {\boldsymbol {\Sigma }}=\sigma {\boldsymbol {I}}_{d}} aleshores els el·lipsoides anteriors són esferes i es diu que la distribució té simetria esfèrica. Vegeu al següent apartat el cas bidimensional. Vegeu per un estudi complet de les distribucions amb simetria el·líptica i simetria esfèrica.

### Vector aleatori normal bidimensional
Vegem l'expressió de la funció de densitat (1) quan {\displaystyle d=2}. Sigui {\displaystyle {\boldsymbol {X}}=(X_{1},X_{2})'\sim {\mathcal {N}}_{2}({\boldsymbol {\mu }},{\boldsymbol {\Sigma }})}. Tindrem {\displaystyle E{\begin{pmatrix}X_{1}\\X_{2}\end{pmatrix}}={\begin{pmatrix}\mu _{1}\\\mu _{2}\end{pmatrix}}.}La matriu de variàncies covariàncies serà {\displaystyle {\boldsymbol {\Sigma }}={\begin{pmatrix}\sigma _{11}&\sigma _{12}\\\sigma _{21}&\sigma _{22}\end{pmatrix}}={\begin{pmatrix}\sigma _{1}^{2}&\rho \sigma _{1}\sigma _{2}\\\rho \sigma _{1}\sigma _{2}&\sigma _{2}^{2}\end{pmatrix}},}on {\displaystyle \sigma _{11}=\sigma _{1}^{2}={\text{Var}}(X_{1})=E[X_{1}^{2}]-\mu _{1}^{2},}anàlogament {\displaystyle \sigma _{22}=\sigma _{2}^{2}} és la variància de {\displaystyle X_{2}}, i {\displaystyle \rho } és el coeficient de correlació entre {\displaystyle X_{1}} i {\displaystyle X_{2}}: {\displaystyle \rho ={\frac {{\text{Cov}}(X_{1},X_{2})}{\sqrt {{\text{Var}}(X_{1})\,{\text{Var}}(X_{2})}}}={\frac {\sigma _{12}}{\sigma _{1}\sigma _{2}}},}i cal suposar {\displaystyle -1<\rho <1} per tal que {\displaystyle {\text{det}}\ {\boldsymbol {\Sigma }}>0} .
La inversa de {\displaystyle {\boldsymbol {\Sigma }}} és{\displaystyle {\boldsymbol {\Sigma }}^{-1}={\frac {1}{1-\rho ^{2}}}\,{\begin{pmatrix}1/\sigma _{1}^{2}&-\rho /(\sigma _{1}\sigma _{2})\\-\rho /(\sigma _{1}\sigma _{2})&1/\sigma _{2}^{2}\end{pmatrix}}.}Llavors, la funció de densitat de {\displaystyle {\boldsymbol {X}}} és 
| {\displaystyle f(x_{1},x_{2})={\frac {1}{2\pi \sigma _{1}\sigma _{2}{\sqrt {1-\rho ^{2}}}}}\,{\text{exp}}{\Big \{}-{\frac {1}{2(1-\rho ^{2})}}{\Big [}{\frac {(x_{1}-\mu _{1})^{2}}{\sigma _{1}^{2}}}-2\rho \,{\frac {(x_{1}-\mu _{1})(x_{2}-\mu _{2})}{\sigma _{1}\sigma _{2}}}+{\frac {(x_{2}-\mu _{2})^{2}}{\sigma _{2}^{2}}}{\Big ]}{\Big \}}.} |

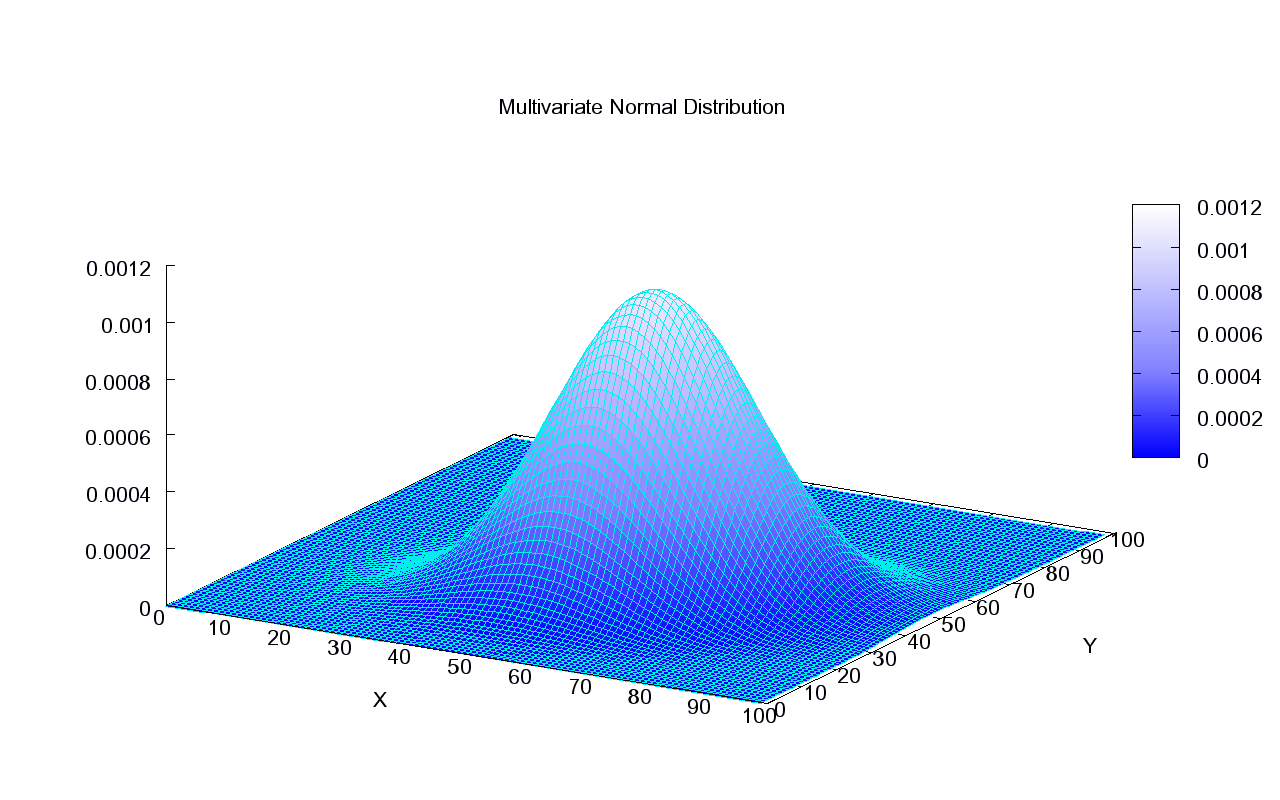
Figura 1. Funció de densitat d'un vector aleatori normal bidimensional

Podem pensar en aquesta funció de densitat com una superfície a l'espai, amb forma de campana i màxim en el punt {\displaystyle (\mu _{1},\mu _{2})}. Vegeu a la Figura 1 una representació de la funció {\displaystyle z=f(x,y)}

Els el·lipsoides d'equidensitat són ara les el·lipses.
{\displaystyle {\frac {(x_{1}-\mu _{1})^{2}}{\sigma _{1}^{2}}}-2\rho \,{\frac {(x_{1}-\mu _{1})(x_{2}-\mu _{2})}{\sigma _{1}\sigma _{2}}}+{\frac {(x_{2}-\mu _{2})^{2}}{\sigma _{2}^{2}}}=c^{2}.}
Aquestes el·lipses serien les corbes de nivell (no dibuixades a la Figura 1) en un mapa topogràfic .
Quan {\displaystyle \rho =0} (és a dir, les variables són independents) i {\displaystyle \sigma _{1}=\sigma _{2}}, aleshores les el·lipses esdevenen circumferències.

## Definició: cas general
En aplicacions importants, com per exemple la distribució dels residus en models de regressió lineal o la distribució asimptòtica de la distribució multinomial que dona lloc al test de la {\displaystyle \chi ^{2}} de Pearson, es fa palesa la necessitat d'utilitzar vectors aletoris normals que tenen matriu de variàncies-covariàncies amb determinant nul (matriu singular), que s'anomenen vectors aleatoris normals singulars o degenerats; necessàriament aquests vectors no tenen funció de densitat i per tant, cal donar una definició que no utilitzi aquesta funció.
En aquest context, els llibres donen diverses definicions (equivalents) de vector aleatori normal multidimensional general. Aquí citarem les tres més habituals; la definició (a) es troba a Bryc, la (b) a Nualart-Sanz i la (c) a Seber.
(a) Es diu que un vector aleatori {\displaystyle {\boldsymbol {X}}} és normal si qualsevol combinació lineal de les seves components és una variable aleatòria normal.
(b) Sigui {\displaystyle {\boldsymbol {\Sigma }}} una matriu {\displaystyle d\times d} semidefinida positiva i {\displaystyle {\boldsymbol {\mu }}\in \mathbb {R} ^{d}}. Un vector aleatori {\displaystyle {\boldsymbol {X}}} es diu que és normal {\displaystyle {\boldsymbol {X}}\sim {\mathcal {N}}_{d}({\boldsymbol {\mu }},{\boldsymbol {\Sigma }})} si té funció característica
| {\displaystyle \varphi _{\boldsymbol {X}}({\boldsymbol {t}})=e^{i\,{\boldsymbol {t}}'{\boldsymbol {\mu }}-{\boldsymbol {t}}'{\boldsymbol {\Sigma }}{\boldsymbol {t}}/2},\quad {\boldsymbol {t}}\in \mathbb {R} ^{d}.\qquad \qquad (4)} |

(c) Sigui {\displaystyle {\boldsymbol {\Sigma }}} una matriu {\displaystyle d\times d} semidefinida positiva i {\displaystyle {\boldsymbol {\mu }}\in \mathbb {R} ^{d}}. Un vector aleatori {\displaystyle {\boldsymbol {X}}} es diu que és normal {\displaystyle {\boldsymbol {X}}\sim {\mathcal {N}}_{d}({\boldsymbol {\mu }},{\boldsymbol {\Sigma }})} si té la mateixa llei que {\displaystyle {\boldsymbol {BZ}}+{\boldsymbol {\mu }},} on {\displaystyle {\boldsymbol {Z}}\sim {\mathcal {N}}_{k}({\boldsymbol {0}},{\boldsymbol {I}}_{k})} (és dir, té funció de densitat (2)), i {\displaystyle {\boldsymbol {B}}} és qualsevol matriu {\displaystyle d\times k} tal que {\displaystyle {\boldsymbol {BB'}}={\boldsymbol {\Sigma }}} (sempre existeix almenys una matriu {\displaystyle B} amb aquestes característiques).
Notació i nomenclatura. A partir d'ara, utilitzarem la notació {\displaystyle {\boldsymbol {X}}=(X_{1},\dots ,X_{d})^{\prime }\sim {\mathcal {N}}_{d}({\boldsymbol {\mu }},{\boldsymbol {\Sigma }})} per referir-nos a un vector aleatori normal {\displaystyle d}-dimensional, ja sigui singular o no singular. També es diu que les variables aleatòries {\displaystyle X_{1},\dots ,X_{d}} tenen distribució conjunta normal o que són conjuntament normals.
Cas singular i cas no singular. Sigui {\displaystyle {\boldsymbol {X}}\sim {\mathcal {N}}_{d}({\boldsymbol {\mu }},{\boldsymbol {\Sigma }})}, amb {\displaystyle {\boldsymbol {\Sigma }}} semidefinida positiva.
(i) Si {\displaystyle {\boldsymbol {\Sigma }}} és definida positiva (cas no singular), això és, {\displaystyle {\text{det}}\ {\boldsymbol {\Sigma }}>0}, aleshores {\displaystyle {\boldsymbol {X}}} té funció de densitat donada per (1). El suport de {\displaystyle {\boldsymbol {X}}} és {\displaystyle \mathbb {R} ^{d}}.
(ii) Si {\displaystyle {\text{det}}\ {\boldsymbol {\Sigma }}=0} (cas singular), aleshores {\displaystyle {\boldsymbol {X}}} no té funció de densitat. Si el rang de {\displaystyle {\boldsymbol {\Sigma }}} és {\displaystyle r<d}, llavors {\displaystyle {\boldsymbol {X}}} està concentrada en una varietat lineal de {\displaystyle \mathbb {R} ^{d}} de dimensió {\displaystyle r}, concretament en {\displaystyle \mu +{\text{Span}}({\boldsymbol {\Sigma }})}, on {\displaystyle {\text{Span}}({\boldsymbol {\Sigma }})} designa el subespai vectorial de {\displaystyle \mathbb {R} ^{d}} generat per les columnes de {\displaystyle {\boldsymbol {\Sigma }}}.
Cal notar que si {\displaystyle {\text{det}}\ {\boldsymbol {\Sigma }}>0}, aleshores {\displaystyle \mu +{\text{Span}}({\boldsymbol {\Sigma }})=\mathbb {R} ^{d}} .
Vegeu la demostració d'aquestes propietats al final de la següent secció de Propietats.

## Propietats
1. Esperança i matriu de variàncies covariàncies d'un vector aleatori normal. Sigui {\displaystyle {\boldsymbol {X}}\sim {\mathcal {N}}_{d}({\boldsymbol {\mu }},{\boldsymbol {\Sigma }})}. Aleshores el seu vector d'esperances és {\displaystyle {\boldsymbol {\mu }}} i la seva matriu de variàncies-covariàncies és {\displaystyle {\boldsymbol {\Sigma }}}:
{\displaystyle {\boldsymbol {\mu }}=E[{\boldsymbol {X}}]={\big (}E[X_{1}],\dots ,E[X_{d}]{\big )}'\quad {\text{i}}\quad {\boldsymbol {\Sigma }}={\big (}\sigma _{ij}{\big )}_{i,j=1\dots ,d}={\big (}{\text{Cov}}(X_{i},X_{j}){\big )}_{i,j=1\dots ,d}.}

 2. Transformacions lineals. Sigui {\displaystyle {\boldsymbol {X}}\sim {\mathcal {N}}_{d}({\boldsymbol {\mu }},{\boldsymbol {\Sigma }})}, amb {\displaystyle {\boldsymbol {\Sigma }}} semidefinida positiva, {\displaystyle {\boldsymbol {C}}} una matriu {\displaystyle k\times d} i {\displaystyle {\boldsymbol {b}}\in \mathbb {R} ^{k}}. Definim
{\displaystyle {\boldsymbol {Y}}={\boldsymbol {CX}}+{\boldsymbol {b}}.} Aleshores {\displaystyle {\boldsymbol {Y}}\sim {\mathcal {N}}_{k}({\boldsymbol {\mu _{Y}}},{\boldsymbol {\Sigma _{Y}}})} amb {\displaystyle {\boldsymbol {\mu _{Y}}}={\boldsymbol {C\mu }}+{\boldsymbol {b}}\quad {\text{i}}\quad {\boldsymbol {\Sigma _{Y}}}={\boldsymbol {C\Sigma C'}}.}Suposem ara que {\displaystyle k\leq d}. Si {\displaystyle {\boldsymbol {X}}} és no singular i {\displaystyle {\rm {rang}}\,{\boldsymbol {C}}=k}, aleshores {\displaystyle {\boldsymbol {Y}}} és no singular.
3. Reducció a un vector aleatori normal estàndard. Com a conseqüència de la propietat anterior tenim: Suposem que {\displaystyle {\boldsymbol {X}}\sim {\mathcal {N}}_{d}({\boldsymbol {\mu }},{\boldsymbol {\Sigma }})} és no singular. Atès que existeix una única matriu definida positiva {\displaystyle {\boldsymbol {\Sigma }}^{1/2}} tal que {\displaystyle {\boldsymbol {(}}\Sigma ^{1/2})^{2}={\boldsymbol {\Sigma }}}, anomenada arrel quadrada de {\displaystyle {\boldsymbol {\Sigma }}}, i designem per {\displaystyle {\boldsymbol {\Sigma }}^{-1/2}} la seva inversa, aleshores{\displaystyle {\boldsymbol {\Sigma }}^{-1/2}{\big (}{\boldsymbol {X}}-{\boldsymbol {\mu }}{\big )}\sim {\mathcal {N}}_{d}({\boldsymbol {0}},{\boldsymbol {I}}_{d}).\qquad \qquad (5)}Recíprocament, si {\displaystyle {\boldsymbol {Z}}\sim {\mathcal {N}}_{d}({\boldsymbol {0}},{\boldsymbol {I}}_{d})}, aleshores {\displaystyle {\boldsymbol {\mu }}+{\boldsymbol {\Sigma }}^{1/2}{\boldsymbol {Z}}\sim {\mathcal {N}}_{d}({\boldsymbol {\mu }},{\boldsymbol {\Sigma }}).}
4. Distribucions marginals. Sigui {\displaystyle {\boldsymbol {X}}\sim {\mathcal {N}}_{d}({\boldsymbol {\mu }},{\boldsymbol {\Sigma }})}. Aleshores qualsevol subvector és normal.
Observació: El recíproc no és cert: un vector aleatori pot tenir totes les components normals, però no ser un vector aleatori normal.
5. Funció generatriu de moments Sigui {\displaystyle {\boldsymbol {X}}\sim {\mathcal {N}}_{d}({\boldsymbol {\mu }},{\boldsymbol {\Sigma }})}. Aleshores {\displaystyle {\boldsymbol {X}}} té funció generatriu de moments en tot {\displaystyle \mathbb {R} ^{d}} i val 
{\displaystyle M_{\boldsymbol {X}}({\boldsymbol {t}})=E[e^{{\boldsymbol {t}}'{\boldsymbol {X}}}]=e^{\,{\boldsymbol {t}}'{\boldsymbol {\mu }}+{\boldsymbol {t}}'{\boldsymbol {\Sigma }}{\boldsymbol {t}}/2},\quad {\boldsymbol {t}}\in \mathbb {R} ^{d}.}
6. Independència. És ben conegut que si dues variables aleatòries són independents llavors són incorrelacionades, o sigui, la seva covariància és zero. En general el recíproc no és cert. però és veritat quan les variables tenen distribució conjunta normal.
(i) Sigui {\displaystyle {\boldsymbol {X}}=(X_{1},\dots ,X_{d})'\sim {\mathcal {N}}_{d}({\boldsymbol {\mu }},{\boldsymbol {\Sigma }})}. Aleshores les variables aleatòries {\displaystyle X_{1},\dots ,X_{d}} són independents si i només si {\displaystyle {\rm {Cov}}(X_{i},X_{j})=0,\ i\neq j}. Equivalentment, si la matriu {\displaystyle {\boldsymbol {\Sigma }}} és diagonal.
(ii) Sigui {\displaystyle {\boldsymbol {X}}=(X_{1},\dots ,X_{d})'\sim {\mathcal {N}}_{d}({\boldsymbol {\mu }},{\boldsymbol {\Sigma }})}, i {\displaystyle 2\leq r\leq d}. Escrivim {\displaystyle {\boldsymbol {X}}_{1}=(X_{1},\dots ,X_{r-1})'\quad {\text{i}}\quad {\boldsymbol {X}}_{2}=(X_{r},\dots ,X_{d})'}{\displaystyle {\boldsymbol {\mu }}_{1}=E[{\boldsymbol {X}}_{1}]=(\mu _{1},\dots ,\mu _{r-1})'\quad {\text{i}}\quad {\boldsymbol {\mu }}_{2}=E[{\boldsymbol {X}}_{2}]=(\mu _{r},\dots ,\mu _{d})'.}D'altra banda, partim la matriu {\displaystyle {\boldsymbol {\Sigma }}} de la següent manera: {\displaystyle {\boldsymbol {\Sigma }}={\begin{pmatrix}{\boldsymbol {\Sigma }}_{11}&{\boldsymbol {\Sigma }}_{12}\\\Sigma _{21}&{\boldsymbol {\Sigma }}_{22}\end{pmatrix}},}on {\displaystyle {\boldsymbol {\Sigma }}_{12}} és matriu de covariàncies dels vectors {\displaystyle {\boldsymbol {X}}_{1}} i {\displaystyle {\boldsymbol {X}}_{2}}, {\displaystyle {\boldsymbol {\Sigma }}_{12}={\boldsymbol {C}}({\boldsymbol {X}}_{1},{\boldsymbol {X}}_{2})={\big (}{\rm {Cov}}(X_{n},X_{m}{\big )}_{n=1,\dots ,r-1 \atop m=r,\dots ,d~~}.} Noteu que {\displaystyle {\boldsymbol {\Sigma }}_{21}={\boldsymbol {\Sigma }}_{12}'}. Aleshores {\displaystyle {\boldsymbol {X}}_{1}} i {\displaystyle {\boldsymbol {X}}_{2}} són independents si i només si {\displaystyle {\boldsymbol {\Sigma }}_{12}={\boldsymbol {0}}}.
(iii) La propietat anterior es generalitza a qualsevol partició del vector {\displaystyle {\boldsymbol {X}}\sim {\mathcal {N}}_{d}({\boldsymbol {\mu }},{\boldsymbol {\Sigma }})} en vectors {\displaystyle {\boldsymbol {X}}_{1},\dots ,{\boldsymbol {X}}_{k}}: aquests vectors són independents si i només si les matrius de covariàncies compleixen que {\displaystyle {\boldsymbol {C}}({\boldsymbol {X}}_{i},{\boldsymbol {X}}_{j})={\boldsymbol {0}},\ i\neq j}.
7. Suma de variables independents: el teorema de Cramer. D'acord amb les propietats anteriors, la suma de dues variables normals independents és una variable normal. El recíproc d'aquesta propietat també és veritat. Concretament, Cramer va demostrar el següent important teorema: 
Teorema. Siguin {\displaystyle X_{1}} i {\displaystyle X_{2}} dues variables aleatòries independents tals que {\displaystyle X_{1}+X_{2}} és normal. Aleshores ambdues {\displaystyle X_{1}} i  {\displaystyle X_{2}} són normals.
Per a la demostració vegeu Bryc 
Observacions.
1. Paul Lévy, al prefaci del seu llibre Théorie de l'addition des variables aléatoires,[32]  explica que estava convençut que aquest teorema era cert i n'havia deduït diversos resultats, els quals no podia demostrar sense aquest teorema hipotètic;  quan Cramer, en una carta, li va enviar una demostració, va decidir escriure el llibre.
2. Bryc [31] (vegeu també Lévy ,[32] Corol·lari 29, p. 100) comenta que el teorema de Cramer complementa, en certa manera, el teorema central del límit: el teorema central del límit diu que la suma de variables aleatòries independents amb moments de 2n. ordre finit  és aproximadament normal, però del Teorema de Cramer es dedueix que no pot ser exactament normal a menys que partim de variables normals.

## Moments. Fórmula d'Isserlis o de Wick
Atès que un vector aleatori normal té funció generatriu de moments, tindrà moments de tots els ordres, i com que la distribució del vector normal només depèn de les mitjanes i les covariàncies de les components, els moments només deprendran d'aquestes quantitats; tot i aquesta consideració apriorística, és sorprenent que es pugui trobar una fórmula per als moments tan elegant i simple com la que presentem a continuació.

Sigui {\displaystyle {\boldsymbol {X}}=(X_{1},\dots ,X_{d})'\sim {\mathcal {N}}_{d}({\boldsymbol {0}},{\boldsymbol {\Sigma }})} (les components poden ser iguals). Aleshores
| {\displaystyle E[X_{1}\cdots X_{d}]=\sum \prod _{k}E[X_{i_{k}}X_{j_{k}}],} |

on la suma es fa sobre totes les descomposicions del conjunt {\displaystyle \{1,2,\dots ,d\}} en parelles disjuntes {\displaystyle \{i_{k},\,j_{k}\}}. 
Per exemple,{\displaystyle E[X_{1}X_{2}X_{3}X_{4}]=E[X_{1}X_{2}]\,E[X_{3}X_{4}]+E[X_{1}X_{3}]\,E[X_{2}X_{4}]+E[X_{1}X_{4}]\,E[X_{2}X_{3}],} ja que el conjunt {\displaystyle \{1,2,3,4\}} es pot descompondre de 3 maneres en parelles: les parelles {\displaystyle \{1,2\},\,\{3,4\}}, les parelles {\displaystyle \{1,3\},\,\{2,4\}} i les parelles {\displaystyle \{1,4\},\,\{2,3\}} .
Quan hi ha variables repetides, es fan les identificacions a la fórmula anterior: per exemple, per calcular {\displaystyle E[X_{1}^{2}X_{2}^{2}]}, prenem {\displaystyle X_{3}=X_{1}} i {\displaystyle X_{4}=X_{2}}. Llavors,{\displaystyle E[X_{1}^{2}X_{2}^{2}]=E[X_{1}^{2}]\,E[X_{2}^{2}]+2(E[X_{1}X_{2}])^{2}.}
Anàlogament, {\displaystyle E[X_{1}^{2}X_{2}X_{3}]=E[X_{1}^{2}]\,E[X_{2}X_{3}]+2\,E[X_{1}X_{2}]\,E[X_{1}X_{3}].}{\displaystyle E[X_{1}^{3}X_{2}]=3E[X_{1}^{2}]\,E[X_{1}X_{2}].}{\displaystyle E[X_{1}^{4}]=3(E[X_{1}^{2}])^{2}.}
Observacions.
1. Si {\displaystyle d} és senar, aleshores {\displaystyle E[X_{1}\cdots X_{d}]=0}, ja que {\displaystyle \{1,2,\dots ,d\}} no pot descompondre-se en parelles. D'altra banda, aquesta propietat pot demostrar-se directament del fet que totes les variables tenen esperanza 0, i llavors el vector {\displaystyle (X_{1},\dots ,X_{d})} té la mateixa distribució que el vector {\displaystyle (-X_{1},\dots ,-X_{d})}. En ser {\displaystyle d} senar, tenim que {\displaystyle E[X_{1}\cdots X_{d}]=-E[X_{1}\cdots X_{d}]} .
2. Com que totes les variables tenen esperança zero, {\displaystyle E[X_{i}X_{j}]={\rm {Cov}}[X_{i},X_{j}]}. Sovint s'escriu la fórmula anterior usant la notació {\displaystyle \sigma _{ij}={\rm {Cov}}(X_{i},X_{j})} amb {\displaystyle \sigma _{ii}=\sigma _{i}^{2}={\rm {Var}}(X_{i})} .
3. Per a un nombre parell {\displaystyle d=2k}, el nombre de parelles en que descompon {\displaystyle \{1,2,\dots ,d\}} és {\displaystyle {\frac {(2k)!}{2^{k}\,k!}}={\frac {(2k-1)!}{2^{k-1}\,(k-1)!}}=(2k-1)(2k-3)\cdots 1=(2k-1)!!=(d-1)!!,}on {\displaystyle n!!} denota el doble factorial de {\displaystyle n}. Així, per exemple, per a {\displaystyle d=4}, tenim que el nombre de parelles és {\displaystyle 3!!=3\cdot 1=3}; per {\displaystyle d=6} tenim {\displaystyle 5!!=5\cdot 3\cdot 1=15} .
4. Aquesta fórmula va ser descoberta per Isserlis[34] però també és coneguda com a fórmula de Wick a partir del seu treball de Física teòrica.[35] Isserlis va demostrar la fórmula per inducció; veieu una demostració utilitzant funcions característiques a Janson[33]
5. Quan totes les variables són iguals, {\displaystyle X_{1}=\dots =X_{d}=X\sim {\cal {N}}(0,\sigma ^{2})} aleshores tenim la coneguda fórmula pels moments de les variables normals centrades[36]{\displaystyle E[X^{d}]={\begin{cases}(d-1)!!\,\sigma ^{d},&{\text{si}}\ d\ {\text{és parell}},\\0,&{\text{si}}\ d\ {\text{és senar}}.\end{cases}}}
6. Per una extensió als moments d'un vector normal amb vector d'esperances no nul veieu Withers[37]
7. Per a altres fórmules pels moments d'un vector normal, vegeu Graybill,[38] secció 10.9.

## Distribucions condicionades i regressió
Sigui {\displaystyle {\boldsymbol {X}}\sim {\mathcal {N}}_{d}({\boldsymbol {\mu }},{\boldsymbol {\Sigma }})} no singular. Amb les notacions anteriors de la propietat 5, tenim que la distribució {\displaystyle (X_{1},\dots ,X_{r-1})'} condicionada per {\displaystyle X_{r}=x_{r},\dots ,X_{d}=x_{d}} és normal mutidimensional {\displaystyle {\mathcal {N}}_{r-1}({\boldsymbol {\mu }}^{*},{\boldsymbol {\Sigma }}^{*})} on 
| {\displaystyle {\boldsymbol {\mu }}^{*}={\boldsymbol {\mu }}_{1}+{\boldsymbol {\Sigma }}_{12}{\boldsymbol {\Sigma }}_{22}^{-1}({\boldsymbol {x}}_{2}-{\boldsymbol {\mu }}_{2})\quad {\text{i}}\quad {\boldsymbol {\Sigma }}^{*}={\boldsymbol {\Sigma }}_{11}-{\boldsymbol {\Sigma }}_{12}{\boldsymbol {\Sigma }}_{22}^{-1}{\boldsymbol {\Sigma }}_{21}.} |

La matriu {\displaystyle {\boldsymbol {\Sigma }}_{12}{\boldsymbol {\Sigma }}_{22}^{-1}} s'anomena matriu de coeficients de regressió de {\displaystyle (X_{1},\dots ,X_{r-1})'} sobre {\displaystyle X_{r}=x_{r},\dots ,X_{d}=x_{d}}. Cal notar que {\displaystyle {\boldsymbol {\mu }}^{*}} és lineal en {\displaystyle {\boldsymbol {x}}_{2}} i que la matriu {\displaystyle {\boldsymbol {\Sigma }}^{*}} no depèn de {\displaystyle {\boldsymbol {x}}_{2}}.
Aquesta propietat també és certa quan {\displaystyle {\boldsymbol {X}}} és singular canviant {\displaystyle {\boldsymbol {\Sigma }}_{22}^{-1}} per una pseudoinversa (o inversa generalitzada) {\displaystyle {\boldsymbol {\Sigma }}_{22}^{-}}.
Per a la demostració, vegeu les referències citades.
L'expressió de la mitjana de la distribució condicionada la podem escriure com una esperança condicionada: 
| {\displaystyle E[{\boldsymbol {X}}_{1}\,\vert \,{\boldsymbol {X}}_{2}={\boldsymbol {x}}_{2}]={\boldsymbol {\mu }}_{1}+{\boldsymbol {\Sigma }}_{12}{\boldsymbol {\Sigma }}_{22}^{-1}({\boldsymbol {x}}_{2}-{\boldsymbol {\mu }}_{2}).} |

Com abans, remarquem que {\displaystyle E[{\boldsymbol {X}}_{1}\,\vert \,{\boldsymbol {X}}_{2}={\boldsymbol {x}}_{2}]} és una funció lineal de {\displaystyle {\boldsymbol {x}}_{2}} i que la variància condicionada no depèn de {\displaystyle {\boldsymbol {x}}_{2}}.
Considerem ara el cas que {\displaystyle {\boldsymbol {X}}_{1}} només té una component és a dir, {\displaystyle {\boldsymbol {X}}_{1}=X_{1}} i {\displaystyle {\boldsymbol {X}}_{2}=(X_{2},\dots ,X_{d})}. Llavors,{\displaystyle E[{\boldsymbol {X}}_{1}\,\vert \,{\boldsymbol {X}}_{2}={\boldsymbol {x}}_{2}]=\mu _{1}+{\boldsymbol {\Sigma }}_{12}{\boldsymbol {\Sigma }}_{22}^{-1}({\boldsymbol {x}}_{2}-{\boldsymbol {\mu }}_{2})\quad {\text{i}}\quad {\text{Var}}(X_{1}\,\vert \,{\boldsymbol {X}}_{2}={\boldsymbol {x}}_{2})=\sigma _{11}-{\boldsymbol {\Sigma }}_{12}{\boldsymbol {\Sigma }}_{22}^{-1}{\boldsymbol {\Sigma }}_{12}^{\prime },}on ara {\displaystyle {\boldsymbol {\Sigma }}_{12}=(\sigma _{12},\dots ,\sigma _{1d})} .
Atès que el predictor òptim d'una variable aleatòria en termes d'unes altres variables (en el sentit dels mínims quadrats) és l'esperança condicionada, tenim el fet notable que en el cas que totes les variables involucrades siguin conjuntament normals, el predictor òptim coincideix amb el predictor lineal òptim.

Per a {\displaystyle d=2}, tenim que {\displaystyle X_{1}} condicionada per {\displaystyle X_{2}=x_{2}} té una distribució normal {\displaystyle {\mathcal {N}}(\mu ,\sigma ^{2})} on{\displaystyle \mu =\mu _{1}+\rho \,{\frac {\sigma _{1}}{\sigma _{2}}}(x_{2}-\mu _{2})\quad {\text{i}}\quad \sigma ^{2}=\sigma _{1}^{2}(1-\rho ^{2}).}En el llenguatge de la regressió, la recta de regressió de {\displaystyle X_{1}} sobre {\displaystyle X_{2}} és 
| {\displaystyle x_{1}=\mu _{1}+\rho \,{\frac {\sigma _{1}}{\sigma _{2}}}(x_{2}-\mu _{2}).} |

## Formes quadràtiques en variables normals
Sigui {\displaystyle {\boldsymbol {X}}\sim {\mathcal {N}}_{d}({\boldsymbol {\mu }},{\boldsymbol {\Sigma }})} i {\displaystyle {\boldsymbol {A}}=(a_{ij})} una matriu {\displaystyle d\times d} simètrica. Una expressió de forma {\displaystyle {\boldsymbol {X'AX}}=\sum _{i,j=1,\dots ,d}a_{ij}X_{i}X_{j}}s'anomena una forma quadràtica en {\displaystyle {\boldsymbol {X}}} .
L'exemple més senzill és quan {\displaystyle {\boldsymbol {\mu }}={\boldsymbol {0}}}, {\displaystyle {\boldsymbol {\Sigma }}={\boldsymbol {I}}_{d}} i {\displaystyle {\boldsymbol {A}}={\boldsymbol {I}}_{d}}. Llavors, la forma quadràtica té una distribució ji-quadrat amb {\displaystyle d} graus de llibertat, {\displaystyle \chi _{d}^{2}}, ja que llavors
{\displaystyle X_{1},\dots ,X_{n}} tenen distribució {\displaystyle {\mathcal {N}}(0,1)} i són independents, i llavors
{\displaystyle {\boldsymbol {X^{\prime }AX}}=\sum _{i=1}^{d}X_{i}^{2}\sim \chi ^{2}(d).}
Les formes quadràtiques en variables normals tenen un paper important en Estadística. Per un tractament en profunditat, veieu, per exemple, Seber, cap. 20.
Propietats.
1. Sigui {\displaystyle {\boldsymbol {X}}\sim {\mathcal {N}}_{d}({\boldsymbol {\mu }},{\boldsymbol {\Sigma }})} no singular. Aleshores {\displaystyle {\boldsymbol {(X-\mu )'\Sigma ^{-1}(X-\mu )}}\sim \chi _{d}^{2}} i {\displaystyle {\boldsymbol {X'\Sigma ^{-1}X}}\sim \chi _{d}^{2}(\delta )}, on {\displaystyle \chi _{d}^{2}(\delta )} és una una distribució khi-quadrat no-central amb {\displaystyle d} graus de llibertat i paràmetre de no centralitat {\displaystyle \delta ={\boldsymbol {\mu '\Sigma ^{-1}\mu }}} .
2. Sigui {\displaystyle {\boldsymbol {X}}\sim {\mathcal {N}}_{d}({\boldsymbol {\mu }},{\boldsymbol {\Sigma }})} no singular i {\displaystyle {\boldsymbol {A}}} una matriu {\displaystyle d\times d} simètrica de rang {\displaystyle r}. Aleshores{\displaystyle {\boldsymbol {X'AX}}\sim \chi _{r}^{2}(\delta )} amb {\displaystyle \delta ={\boldsymbol {\mu 'A\mu }}} si i només si la matriu {\displaystyle {\boldsymbol {A\Sigma }}} és idempotent: {\displaystyle {\boldsymbol {A\Sigma A\Sigma }}={\boldsymbol {A\Sigma }}} .